# Claudio Flores
Claudio Sebastián Flores Banegas (ur. 10 maja 1976 w Colonia del Sacramento) – urugwajski piłkarz występujący na pozycji bramkarza. Zawodnik klubu Sportivo Italiano.

## Kariera klubowa
Flores zawodową karierę rozpoczynał w 1996 roku w zespole Peñarol. Jego barwy reprezentował przez 4 sezony. W tym czasie zdobył z nim 3 mistrzostwa Urugwaju (1996, 1997, 1999). Na początku 2000 roku odszedł do argentyńskiego Lanúsa. Przez 5 lat w jego barwach rozegrał 120 spotkań.
W 2005 roku przeszedł do paragwajskiego Libertadu Asunción. Spędził część sezonu 2005, a potem odszedł do urugwajskiego Peñarolu, w którym tym razem grał przez 2 lata. W 2007 roku Flores ponownie został graczem Lanúsa. W tym samym roku zdobył z nim mistrzostwo fazy Apertura.
W 2008 roku trafił do Bella Visty. Potem grał w zespole Rentistas, a w 2010 roku przeszedł do argentyńskiego Sportivo Italiano.

## Kariera reprezentacyjna
W reprezentacji Urugwaju Flores zadebiutował 13 grudnia 1997 roku w wygranym 2:0 meczu Pucharu Konfederacji ze Zjednoczonymi Emiratami Arabskimi. Na tamtym turnieju, zakończonym przez Urugwaj na 4. miejscu, zagrał jeszcze w pojedynkach z Czechami (2:1), Australią (0:0, 0:1 po dogrywce) oraz ponownie z Czechami (0:1).
W drużynie narodowej Flores rozegrał w sumie 4 spotkania, wszystkie w 1997 roku podczas Pucharu Konfederacji.